# 亞美尼亞的庫爾德人
亞美尼亞的庫爾德人，主要居住在亞美尼亞的西部地區。20世紀20年代，前蘇聯的庫爾德人最初用亞美尼亞字母書寫庫爾德語，1927年開始用拉丁字母，1945年開始用西里爾字母寫作，現在兼用西里爾和拉丁字母寫作。
亞美尼亞的庫爾德人在埃里溫發行第一家庫爾德報紙Rya Taza和建立了庫爾德語廣播電台。在埃里溫國立東方研究所有一個庫爾德語研究部門。亞美尼亞是庫爾德人是第一個以母語接受廣播，教育和媒體等媒體的流亡國家。但在1939年至1959年的許多庫爾德人被列為阿塞拜疆人甚至是亞美尼亞人。

## 亞美尼亞的庫爾德人
在亞美尼亞歷史中，當地的庫爾德穆斯林受到亞美尼亞人的懷疑，最好的解釋是第一次世界大戰時亞美尼亞西部的一些庫爾德部落與奧斯曼帝國的土耳其人一起參與驅逐和滅絕亞美尼亞人。
在1918年至1920年的亞美尼亞民主共和國，庫爾德人獲得了政治權利：一名庫爾德人代表當選為亞美尼亞議會議員，一些庫爾德人成為亞美尼亞軍隊的官員，並組織庫爾德志願軍單位。
在蘇聯時期，亞美尼亞出版了大量庫爾德文學，國家學校和電台開放。根據大蘇維埃百科全書，蘇聯亞美尼亞是庫爾德文學的主要中心。1925年，為亞美尼亞的庫爾德人開設了50多所學校。在1937年斯大林主義時期，亞美尼亞的庫爾德人成為蘇聯的人口轉移的受害者，成千上萬的庫爾德人被強行驅逐出亞美尼亞前往中亞。
根據庫爾德研究中心主任的說法，今天亞美尼亞庫爾德人的情況是正常的，沒有任何公開的不容忍。
在1992年至1994年期間，在納戈爾諾-卡拉巴赫戰爭期間，由於亞美尼亞入侵，拉欽區和克爾賈巴爾區的的庫爾德人被迫逃離。亞美尼亞實際佔領了前庫爾德斯坦縣地區（1923-1929），因為它被用作連接亞美尼亞和納戈爾諾-卡拉巴赫共和國的重要陸地走廊。
亞美尼亞選舉法規家在議會中向庫爾德少數民族代表保留一個席位。

## 庫爾德人-亞美尼亞人文化關係
著名的亞美尼亞作曲家科米塔斯注意到許多庫爾德民歌，包括“Lur dalur”。科米塔斯是阿斯蘭村哈珊阿迦的客人。在那裡他參加了庫爾德人的夜生活和音樂，科米塔斯喜歡庫爾德藝術和文化，並於1897年在柏林柏林洪堡大學獲得庫爾德音樂音樂研究學位。亞美尼亞作家Vrtanes Papazian將“Lur dalur”的傳說翻譯成亞美尼亞語。